# بابو أنتوني
بابو أنتوني هو مخرج وممثل هندي، ولد في 22 فبراير 1966 في الهند.

## وصلات خارجية
- بابو أنتوني على موقع IMDb (الإنجليزية)
- بابو أنتوني على موقع ألو سيني (الفرنسية)
- بابو أنتوني على موقع قاعدة بيانات الفيلم (الإنجليزية)
- بابو أنتوني على موقع كينوبويسك (الروسية)